# Robert Dillon (1er baron Clonbrock)
Robert Dillon (27 février 1754 - 22 juillet 1795), est un homme politique irlandais.

## Biographie
Il est le fils de Luke Dillon et de Bridget Kelly, fille de John Kelly. Son grand-père, Robert Dillon, a représenté Dungarvan à la Chambre des communes irlandaise . Dillon est lui-même élu au Parlement irlandais pour Lanesborough en 1776, poste qu'il occupe jusqu'en 1790  lorsqu'il est élevé à la pairie d'Irlande sous le nom de baron Clonbrock, de Clonbrock, dans le comté de Galway. Il est nommé conseiller privé irlandais en 1795, mais il est décédé avant de pouvoir prêter serment  .
Lord Clonbrock épouse Letitia Greene, fille de John Greene, de Old Abbey, comté de Limerick, en 1776. Il meurt à Clonbrock, comté de Galway, en juillet 1795, à l'âge de 41 ans. Son fils, Luke, lui succède dans la baronnie. Lady Clonbrock épousa en 1802 Clément Archer, chirurgien d'État en Irlande, et meurt en septembre 1806 .